# Galeodes caspius
Espèce
Synonymes
- Galeodes lehmanni Birula, 1890
- Galeodes caspius turkestanus Heymons, 1902 nec Kraepelin, 1899
- Galeodes fuscus subfuscus Birula, 1937
- Galeodellus heymonsi Roewer, 1934

Galeodes caspius est une espèce de solifuges de la famille des Galeodidae.

## Distribution
Cette espèce se rencontre en Israël, en Azerbaïdjan, en Iran, au Turkménistan, en Ouzbékistan, au Tadjikistan, au Kirghizistan, au Kazakhstan et en Chine au Tibet.

## Description
Le mâle décrit par Roewer en 1934 mesure 48 mm et la femelle 48 mm.

## Liste des sous-espèces
Selon Solifuges of the World (version 1.0) :
- Galeodes caspius caspius Birula, 1890
- Galeodes caspius fuscus Birula, 1890
- Galeodes caspius pallasi Birula, 1912
- Galeodes caspius subfuscus Birula, 1937

## Publications originales
- Birula, 1890 : Zur Kenntnis der russischen  Galeodiden. I-II. Zoologischer Anzeiger, vol. 13, p. 204–209 (texte intégral).
- Birula, 1912 : Sur la distribution géographique de Galeodes araneoides (Pallas) dans les parties méridionales et méridionales-orientales de la Russie d’Europe. Revue Russe d’Entomologie, vol. 12, no 2, p. 296–312.
- Birula, 1937 : Solifugen-Studien. I. Über einige neue oder wenig bekannte  Galeodes-arten mittelasiens.  II.  Über eine bemerkenswerte walzenspinne aus sudost-Persien. Travaux de l'Institut Zoologique de l'Académie des Sciences de l'URSS, vol. 4, p. 565-598.